# Burkhard Bergius
Burkhard Bergius (* 23. März 1937 in Köpenick; † 11. Juni 2010 in Berlin) war ein deutscher Architekt, Bauhistoriker, Stadtplaner und Fachhochschullehrer.

## Leben und Wirken
Burkhard Bergius studierte von 1956 bis 1962 Architektur an der Hochschule der Bildenden Künste (heute UdK) in Berlin, wobei die Lehre von Professor Eduard Ludwig, ehemaliger Bauhausschüler unter Mies van der Rohe, ihn besonders prägte. Nach einem ausgezeichneten Examen erhielt Bergius 1961 den Förderpreis des Kulturkreises der deutschen Wirtschaft BDI und 1963 den Berlin Arts Award für ein Ford Foundation Stipendium zu einer Studienreise durch die USA, der sich eine Reise nach Mexico anschloss. 1963 bis 19 64 arbeitete er im Büro von Mies van der Rohe in Chicago und 1964 bis 1965 im Architekturbüro von Paolo Soleri in Scottsdale (Arizona), um die Antipoden der damaligen Architekturkonzepte kennenzulernen. 1965 erhielt er ein Forschungsstipendium des DAAD für eine bauhistorische Forschung zur Stadtgeschichte der Mayakultur in Mexiko. 1966 in Berlin zurückgekehrt, begann er seine Assistentenzeit am Lehrstuhl für Baugeschichte bei Professor Julius Posener, die er 1973 beendete.
Mit architekturkritischem Engagement beteiligte sich Bergius 1968 an der Ausstellung Manifest. Diagnose zum Bauen in Westberlin und war Mit-Unterzeichner des Manifestes Aktion 507. Von 1971 bis 1978 erweiterte er seine beruflichen Interessen mit einer Partnerschaft an einer Planungsgemeinschaft für Stadt- und Regionalplanung, die Bebauungs- und Stadtentwicklungspläne für Goch, Uedem, Hiddenhausen, Husum ausführte.
Seine bauhistorischen Interessen verfolgte er 1975 weiter durch Forschungen zu Bedeutung und Konstruktion der Glas-/Eisenarchitektur von Weltausstellungs-Palästen im 19. Jahrhundert, die unterstützt wurden durch ein Jahresstipendium der Fritz Thyssen Stiftung. Diese Kenntnisse ermöglichten ihm, die Entwicklung des Industriedesigns am Beispiel der Weltausstellungen in einem Lehrauftrag für Designgeschichte an der Hochschule der Bildenden Künste (heute UdK) 1976 bis 1978 zu vermitteln. Diese Ergebnisse stellte er 1980 in einem Einzelpavillon aus, im Kontext der Tendenzen industrieller Formgebung und künstlerischer Gestaltung im Forum Design in Linz unter dem Titel Design und Architektur im 19. Jahrhundert (1800–1900). Zur Wechselwirkung von Design und Industrialisierung in den Zeitabschnitten 1800 bis 1850, 1850 bis 1875, 1875 bis 1900. 1987 sollte er das Thema der Weltausstellungsarchitektur noch einmal für eine Ausstellung an der Fachhochschule Dortmund aufgreifen.
Eine Professur für städtebauliches Entwerfen und Stadtbaugeschichte führte ihn seit 1976 an die Fachhochschule Dortmund, an der er bis zu seiner Pensionierung 2002 lehrte. 1979 begann seine Mitgliedschaft am Europäischen Institut für urbane Gestaltung und an der Van-de-Velde-Gesellschaft. Von 1981 bis 2007 kooperierte er mit dem Architekturbüro Kemper und Steiner (Bochum) und entwarf in diesem Rahmen im Jahr 1981 die Krankenhausplanung der Kinderklinik Bochum, 1983 das Haus Dr. Rogalli und 1984 das Haus Dr. Altmeier in Herdecke, 1991 das Verwaltungsgebäude der Firma Debis, 1993 das Verwaltungsgebäude der Firma BCT Technology AG auf dem Technologiepark Dortmund sowie 1993 die Blote Vogel Schule in Witten. Außerdem erhielt er 1993 den Ersten Preis beim Wettbewerb zur Müllverbrennungsanlage in Wesel.
Burkhard Bergius war von 1968 bis 1993 in erster Ehe mit der Kunsthistorikerin Hanne Bergius, geb. Westmeyer, verheiratet, aus der zwei Töchter hervorgingen (geboren 1969 und 1973).

## Publikationen
- Ludwig Mies van der Rohe, in: Ludwig Mies van der Rohe. Katalog zur Ausstellung anläßlich der Berliner Bauwochen 1968 veranstaltet von der Akademie der Künste und dem Senator für Bau- und Wohnungswesen in der Akademie der Künste vom 25. August bis 22. September 1968.
- Mies’ Seagram Building. Umwelt als Informationsfeld, in: Stadtbauwelt, 1968 (51/52), S. 1496.
- mit Julius Posener: Berlin und seine Bauten, Hrsg. Architekten- und Ing.-Verein Berlin. Julius Posener, Dieter Rentschler, Wulf Schirmer. Teil IV: Wohnungsbau, Band C. Wohngebäude – Einfamilienhäuser. Individuell geplante Einfamilienhäuser. Die Hausgärten. Berlin/München, Ernst & Sohn 1975, ISBN 978-3-433-00665-8.
- Entwicklungsstrukturen der Eisenarchitektur im 19. Jahrhundert vom Brückenbau zum Hallenbau, in: Eisen Architektur – Die Rolle des Eisens in der historischen Architektur der ersten Hälfte des 19. Jahrhunderts / The Role of Iron in the Historic Architecture in the first Half of the 19th Century. Hrsg. ICOMOS, Deutsches Nationalkomitee, Bad Ems, 18.–22. September 1978.
- Trollblicke auf das neue Bauen – eine Textmontage. In: Burkhard Bergius, Janos Frecot, Dieter Radicke (Hrsg.): Architektur, Stadt und Politik. Julius Posener zum 75. Geburtstag. Werkbund Archiv Jahrbuch, Nr. 4. Anabas-Verlag, Gießen 1979, ISBN 978-3-87038-067-0, S. 47–58.
- Historischer Überblick: Design und Architektur im 19. Jahrhundert (1800–1900). Zur Wechselwirkung von Design und Industrialisierung in den Zeitabschnitten 1800 bis 1850, 1850 bis 1875, 1875 bis 1900. In: Hochschule für künstlerische und industrielle Gestaltung (Hrsg.): Forum Design. Tendenzen industrieller Formgebung und künstlerischer Gestaltung. Begleitheft zur Ausstellung. Löcker Verlag, Linz 1981, ISBN 978-3-85409-012-0.
- Glaspaläste der Künstlichen Nützlichkeit. In: Henning Rogge, Tilmann Buddensieg (Hrsg.): Die Nützlichen Künste. Gestaltende Technik und Bildende Kunst seit der Industriellen Revolution. Aus Anlaß des 125-jährigen Jubiläums des Vereins Deutscher Ingenieure. Quadriga-Verlag, Berlin 1981, ISBN 978-3-88679-001-2, S. 163–172.